# Flygplan (film)
Flygplan (engelska: Planes) är en amerikansk animerad actionfilm från 2013 och är en spinoff från Disney-Pixars Bilar (2006). Filmen är dock inte producerad av Pixar; utan är producerad av Disney's nu nerlagda dotterbolag Disneytoon Studios.

## Handling
Dusty Spridenfält är ett godhjärtat och snabbt besprutningsplan som drömmer om att delta i Vingar Jorden Runt-rallyt, historiens största flygtävling jorden runt. Det är bara ett par små problem: Dusty är inte byggd för att tävla och han är dessutom höjdrädd. Med stöd av sin mentor, jaktplanet Skipper Riley, lyckas Dusty tygla sin rädsla och med minsta möjliga marginal kvalificerar han sig för tävlingen. Dustys sportsmannaanda och snabbhet oroar den trefaldige regerande mästaren Ripslinger som inte skyr några medel för att se Dusty misslyckas. 

## Engelska röster
- Dane Cook - Dusty Crophopper (Dusty Spridenfält)
- Stacy Keach - Skipper Riley
- Brad Garrett - Chug (Slurk)
- Teri Hatcher - Dottie
- Julia Louis-Dreyfus - Rochelle
- Priyanka Chopra - Ishani
- Carlos Alazraqui - El Chupacabra
- Roger Craig Smith - Ripslinger
- John Cleese - Bulldog
- Gabriel Iglesias - Ned och Zed
- Danny Mann - Sparky (Gnistan)
- Cedric the Entertainer - Leadbottom (Benke Tvåtaktarn)
- Anthony Edwards - Jetplanet Echo
- Val Kilmer - Jetplanet Bravo
- Sinbad - Depåbilen Roper
- Brent Musburger - Brent Mustangburger (Ben Mustangburger)
- Colin Cowherd - Colin Cowling (Niklas Sväve)
- Oliver Kalkofe - Franz/Fliegenhosen
- John Ratzenberger - Harland
- Barney Harwood - Sky Cam 1

## Svenska röster
- Mårten Andersson - Dusty Spridenfält
- Hans Klinga - Skipper Riley
- Fredrik Hiller - Slurk
- Cecilia Forss - Dottie
- Malin Arvidsson - Rochelle
- Lo Kauppi - Ishani
- Pablo Cepeda - El Chupacabra
- Ivan Mathias Petersson - Ripslinger
- Carl-Magnus Dellow - Bulldog
- Kodjo Akolor - Ned
- Urban Wrethagen - Zed
- Figge Norling - Gnistan
- Göran Forsmark - Benke Tvåtaktarn
- Jan Simonsson - Jetplanet Echo
- Dan Bratt - Jetplanet Bravo
- Mattias Knave - Depåbilen Roper
- Mattias Andersson - Ben Mustangburger
- Niklas Jihde - Niklas Sväve
- Måns Möller - Franz/Fliegenhosen

## Om filmen
Filmen var från början tänkt släppas Direkt till video, men fick världspremiär 9 augusti i Anaheim, Kalifornien.